# Le Bateau des fugitifs
Pour plus de détails, voir Fiche technique et Distribution.
Le Bateau des fugitifs (titre original : Ship of Wanted Men) est un film américain en noir et blanc de Lew Collins sorti en 1933.

## Synopsis
Une bande de fugitifs détourne un navire et se dirige vers une île isolée. En chemin, ils récupèrent une jeune femme naufragée.

## Fiche technique
- Titre original : Ship of Wanted Men
- Réalisation : Lew Collins
- Scénario : Ethel Hill
- Producteur : Al Alt
- Société de production : Screencraft Productions
- Photographie : George Meehan
- Montage : Rose Smith
- Décors : Fred Preble
- Pays d'origine : États-Unis
- Langue : anglais
- Format : noir et blanc - projection : 1.37:1 - son : Mono (Freeman Lang Recording System)
- Genre : Film d'aventures
- Durée : 63 min
- Dates de sortie :
  - États-Unis : 9 septembre 1933
  - France : 24 août 1938

## Distribution
- Dorothy Sebastian : Irene Reynolds
- Fred Kohler : Chuck Young
- Leon Waycoff	: Capitaine John Holden
- Gertrude Astor : Vera
- Maurice Black : George Spinoli
- James Flavin : Frank Busch
- Jason Robards : John Craig
- Herbert Evans : Duke Finley
- John Ince	: un homme âgé
- Kit Guard	: un homme d'équipage
- Gabby Hayes : un homme d'équipage